# Dynomiella
Dynomiella (лат.) — род двукрылых насекомых семейства Canacidae из подотряда короткоусых (Brachycera). Старый Свет. 

## Описание
Мухи очень мелких размеров; имеют длину тела менее 5 мм. От близких групп отличаются следующими признаками: ариста с голой вершинной 1/3; заглазковые щетинки примерно равны по размеру и имеют ту же ориентацию, что и глазковые щетинки. Передняя нотоплевральная щетинка развита; латеральных скутеллярных щетинок 2 пары.

## Классификация
- D. australica Mathis, 1996[3]
- D. cala (Cresson, 1934)[2][4]
- D. glauca (Wirth, 1956)[2][5]
- D. spinosa (Wirth, 1956)[2][5]
- D. stuckenbergi (Wirth, 1956)[2][5]

## Распространение
Встречаются в Австралии, Африке.